# Lavo Čermelj
Lavo Čermelj [lávo čermélj-], slovenski fizik in publicist, * 10. oktober 1889, Trst, † 26. januar 1980, Ljubljana.

## Življenje in delo
Čermelj je v Trstu končal nemško gimnazijo, študiral eno leto pravo v Pragi, nato matematiko in fiziko na Dunaju in tu leta 1914 doktoriral iz fizike.
Od leta 1914 do 1923 je poučeval na zasebni slovenski trgovski šoli, na slovenski gimnaziji in na tehniški srednji šoli v Trstu, nato je bil vodja slovenskih trgovskih in zadružnih tečajev. Leta 1929 se je izselil v Jugoslavijo, bil do leta 1937 gimnazijski profesor v Ljubljani, nato delal pri Manjšinjskem inštitutu. Leta 1941 so ga prijeli, na drugem tržaškem procesu obsodili na smrt in pomilostili na dosmrtno ječo; v ječi je bil na Elbi do leta 1944, ko je odšel v partizane. Bil je podpredsednik PNOO za Slovensko primorje, član študijske komisije SNOS in tajnik komisije za zahodno slovensko mejo.
Po letu 1945 je deloval na Inštitutu za mednarodna vprašanja v Beogradu in kot izvedenec sodeloval na mirovnih konferencah v Londonu leta 1945 in Parizu leta 1946. Od leta 1947 do 1959 je bil znanstveni sodelavec, načelnik oddelka za zahodno mejo in ravnatelj Inštituta za narodnostna vprašanja (INV) v Ljubljani. Bil je tajnik prosvetnega društva Prosveta v Trstu, soustanovitelj in sourednik revije Njiva, tednika Novice, soustanovitelj knjižne družine Luč in Biblioteke za pouk in zabavo v Trstu ter sodelavec mnogih publikacij. Načrtno je zbiral gradivo o zatiranju Slovencev in Hrvatov na Primorskem in ustvaril temelje za znanstveno proučevanje položaja Slovencev v Italiji.
Izdal je knjigo Life - and - death Struggle of a National Minority (1936, 1945). Izšla je tudi v francoščini, ruščini, italijanščini, nemščini in slovenščini ter imela velik odmev v takratnih strokovnih krogih. Med strokovnimi deli sta najbolj znani Materija in energija (1948) in V svetu atomov (1948).
Napisal je več knjig o življenju in delu fizikov Ruđerja Josipa Boškovića, Jožefa Stefana, Jurija Vege, Ignacija Klemenčiča, Nikole Tesle, Josefa Ressla idr. Pomembne so bile njegove učne knjige za astronomijo in geometrijo. Napisal je prvo obširnejše domače astronomsko delo. Njegova Ljudska astronomija (1930) je istočasno izšla pod psevdonimom Šlibarjev Polde tudi v Gorici z naslovom Osončje in osvetje, predelana za srednješolski pouk pa kot Kozmografija. Leta 1971 je prevedel znano Hoyleovo knjigo Astronomija iz leta 1962.
Bil je med ustanovitelji in uredniki poljudnoznanstvene naravoslovne revije Proteus, od 1969 častni urednik. Uredil je 23 letnikov in napisal številne sestavke, predvsem iz fizike. Prirodoslovno društvo Slovenije ga je leta 1964 izbralo za častnega člana, prav tako DMFA 1974 za svojega drugega častnega člana, Slovenska matica pa za zaslužnega člana.